# Tsarevitj (operett)
Tsarevitj är en operett i tre akter med musik av Franz Lehár och libretto av Béla Jenbach och Heinz Reichert efter skådespelet Carewicz av den polska författarinnan Gabriela Zapolska. Lehár komponerade operetten med tenoren Richard Tauber i åtanke och den uruppfördes i Berlin den 21 februari 1927 på Deutsches Künstlertheater där den mottogs med entusiasm. Operetten tillhör Lehárs senare produktion som började med Paganini 1925 och slutade med Giuditta 1934. Tsarevitj, liksom de övriga verken i den sena skapelseprocessen, närmade sig musikaliskt sett operagenren. Såväl text som musik är betydligt mer dramatiskt gestaltad än de tidigare "dansoperetterna" och handlingarna slutar inte lyckligt. I Tsarevitj liksom i Leendets land måste den tragiska hjälten försaka den stora kärleken.

## Historia
Berlinarnas entusiastiska mottagande av Paganini hade gjort Lehár benägen att vända Wien ryggen och i stället samarbeta direkt med den berlinscen där Paganini spelats. Stoffet till operetten hade Lehár fått från en polsk teaterpjäs av Gabriela Zapolska. Stycket hade uppförts på en teatern i Wien 1925, och Lehár hade genast blivit intresserad. Det här var just en pjäs som passade den nya inriktningen han gett sitt skapande. I sin ungdom hade Lehár skrivit en opera i rysk miljö, Kukuschka, senare omarbetad och omdöpt till Tatjana. Han hade alltid varit svag för detta ungdomsverk och kanske var det därför han fängslades av Tsarevitjs ryska miljö, som skulle ge honom möjligheter att komponera i samma stil. 
Partituret blandar tunga ryska klanger med innerliga kärleksduetter som talar ett tonspråk, som är typiskt för Lehár. Den italienska miljön i tredje akten avspeglar sig också i partier av musiken. Lehár komponerade flera av sångerna med Richard Tauber i åtanke, varav Volgasången är den mest bekanta. Den tidvis operamässiga musiken och Taubers sång borgade för en stor succé. Det hjälpte även till att dåtidens media (Radio, grammofonskivor, film) gjorde att verket och musiken nådde ut till en större publik. Verket har framförts ända fram i våra dagar. Även på olika konserter framförs speciellt Volgasången frekvent. Sången förebådas i introduktionen till första akten och sjungs av hjälten Alexej som solonummer i mitten av samma akt.
I Sverige dröjde det ända till hösten 1935 innan en svensk teater vågade sig på denna ganska seriösa Lehár-operett. Det skedde på Hippodromen i Malmö med Ture Ara och Ingalill Söderman i huvudrollerna.

## Personer
- Tsarevitj (Tenor)
- Storfursten, hans farbror (Talroll)
- Ministerpresidenten
- Hovmarskalken
- Sonja (Sopran)
- Kammartjänaren
- Iwan, lakej (Tenor)
- Masja, hans hustru (Subrett)
- En storfurstinna
- En grevinna
- Olga
- Vera
- Bordolo
- Lina

## Handling
Tronföljaren Alexej har hittills inte intresserat sig för kvinnor. Den kejserliga familjen är bekymrad för ättens fortlevnad - hur ska Alexej kunna gifta sig och få barn då han inte söker kontakt med kvinnor? Hans farbror tar initiativet till en list. Han smugglar in balettflickan Sonja förklädd till pojke. Han hoppas att Alexej snart ska upptäcka den rätta identiteten och göra sina första erfarenheter med det täcka könet. Det dröjer inte längre förrän tsarevitjen har kommit underfund med det hela. Han blir först upprörd men låter sig blidkas av Sonja. Därmed har Sonja uppfyllt sin del av plikten, då ett äktenskap dem emellan är otänkbart. Men de båda förälskar sig i varandra. Farbrodern tvingar Sonja att erkänna för tsarevitj att hon bara är en enkel balettdansös som har haft många män före honom. Farbrodern hoppas därmed att tsarevitj ska lämna henne. Men planen slår slint då Sonja erkänner att farbrodern tvingade henne att säga sanningen. Alexej och Sonja flyr med tjänarna Iwan och Masja till Neapel. När farbrodern hittar dem vädjar han till brorsonen om dennes plikter mot hemlandet. Ett bud kommer att Alexejs fader har dött och att Alexej nu är tsar. Med sorg i hjärtat tvingas Alexej skiljas från Sonja för att återvända hem till Ryssland som dess nye härskare.

## Bakgrund
Handlingen i Tsarevitj bygger löst på en sann historia: tsar Peter den stores äldste son, tsarevitj (kronprins) Alexej valde att självmant gå i exil för att undkomma faderns krav att aningen bli munk eller intressera sig för rikets affärer. Alexej flyr till sin svåger i Neapel tillsammans med sin finska älskarinna Sonja förklädd till page. Paret tillbringar två år gömda. Men faderns förbannelse vilar över rymlingen. Inflytelserika ryssar som kämpar mot Peter och i Alexej ser en användbar tronpretendent, lurar honom att återvända hem igen. Peter var paranoid att Alexej konspirerade emot honom och lät fängsla sonen. Han torterades så svårt att han senare avled innan han skulle avrättas.
Reicherts libretto skiljer sig på flera punkter från Alexejs liv. Han ändrade historien så att den unga flickan Sonja först ses förklädd som en manlig tjerkessisk dansare. När tsarevij senare rymmer med Sonja tror han att hon är en pojke, i vad Richard Traubner i Opera News kallar en "underliggande homosexuell rysning". Med tiden upptäcker prinsen att Sonja i själv verket är en flicka förklädd till pojke. De två förälskar sig i varandra och flyr till Neapel. En annan stor skillnad är att operetten inte har ett lika tragiskt slut, om än inte lyckligt. I operetten får tsarevitj veta att fadern har dött och han inser att hans relation med Sonja inte kan fortgå när han nu blivit tsar.

## Musiknummer
1. Introduktion och kör: Es steht ein Soldat am Wolgastrand – Wir Tscherkessen brauchen weder Gut noch Geld
2. Melodram
3. Dich nur allein nenn’ ich mein – Schaukle, Liebchen, schaukle (Duett Ivan – Masja)
4. Einer wird kommen, der wird mich begehren (Sonja)
5. Volgasången: Es steht ein Soldat am Wolgastrand (Tsarevitj)
6. Final I: Ein Weib, Du ein Weib… Champagner ist ein Feuerwein… Es steht ein Soldat am Wolgastrand (Sonja – Tsarevitj)
7. Introduktion och sång: Herz warum schlägst Du so bang (Tsarevitj – kör)
8. Bleibe bei mir …Hab nur dich allein (Tsarevitj – Sonja)
9. Mädel, wonniges Mädel – Küss mich (Tsarevitj – Sonja)
10. Was mir einst an dir gefiel – Heut Abend komm ich zu dir (Duett: Ivan – Masja)
11. Valssång: Bin ein glückseliges Menschenkind – Das Leben ruft (Sonja)
12. Es warten die kleinen Mädchen – Liebe mich, küsse mich (Duett: Sonja – Tsarevitj)
13. Final II (alla): Setz dich her – Wir Tscherkessen brauchen weder Gut noch Geld – Berauscht hat mich der heimatliche Tanz – Jetzt weiß ich was das Leben ist
14. Kosende Wellen – Warum hat jeder Frühling ach nur einen Mai (Duett: Sonja – Tsarevitj)
15. Komm an meine Brust – Wenn dein zartes Herz nach Liebe schreit (Duett: Ivan – Masja)
16. Final III (alla): Für den großen Zar … Warum hat jeder Frühling ach nur einen Mai